# 党卫队荣誉戒指

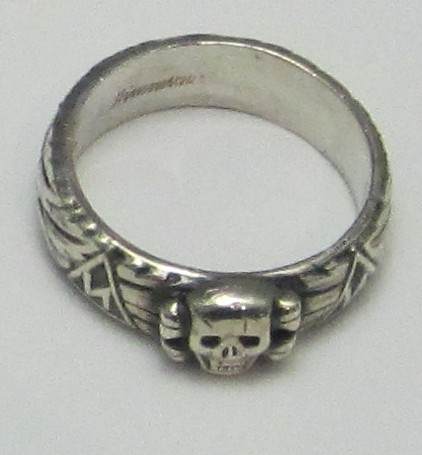
党卫队荣誉戒指复制品

党卫队荣誉戒指（德語：SS-Ehrenring）私下里也被叫做骷髅戒指（德語：Totenkopfring），是海因里希·希姆莱的党卫队内部的一项獎勵。该獎勵并非由国家授予，而是希姆莱赠予受勋者的私人礼物。该戒指后成为党卫队成员趋之若鹜的奖赏，即买不来，也卖不掉。党卫队荣誉长剑和党卫队荣誉匕首则是类似的奖励。

## 颁奖
骷髅戒指最初只颁发给老战士中的高级軍官（人数不足5000）。每枚戒指内侧都刻有获奖者姓名、颁奖日期以及希姆莱的签名。与戒指一同颁发的还有一封希姆莱寫的信件和嘉奖令。获奖者只能将戒指戴在左手无名指上。若某党卫队成员被除名或退出现役，则必须奉还戒指。

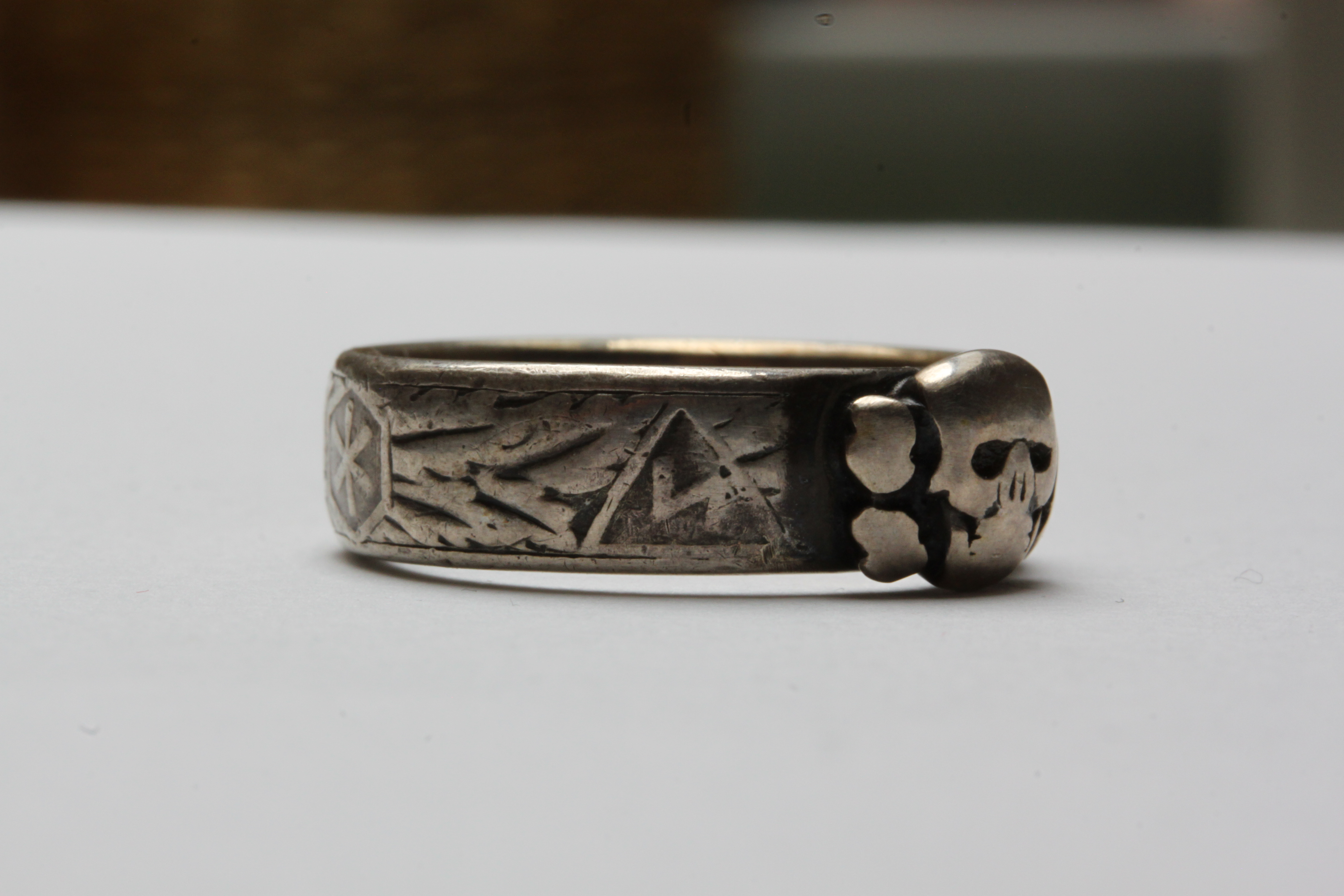
党卫队荣誉戒指 1933

信件上会添上获奖者姓名和授奖日期。希姆莱在信中表示，骷髅戒指能“提醒佩戴者在任何时刻都要自愿将个人安危置于大局之下”。（德语原文：‘Der Totenkopf ist die Mahnung, jederzeit bereit zu sein, das Leben unseres Ichs einzusetzen für das Leben der Gesamtheit.’）
有些党卫队和警察人员会让当地的珠宝商打造非官方版戒指来佩戴。1938年，希姆莱下令将所有已死亡的党卫队队员及官员的官方骷髅戒指回收，存放在韦维尔斯堡的一个箱子里。该纪念性举措意在表达所有党卫队亡者都将永远是党卫队成员。1944年10月，希姆莱下令停止一切制造与颁发荣誉戒指的工作。接着他命令把所有余下的戒指（大约有11500枚）都爆破封死在韦维尔斯堡附近的一座山丘里。至1945年1月，完工的14500枚戒指的64%都在持有者身死后被归还希姆莱。另外，还有10%的戒指遗失于战场，剩余26%的戒指要么被持有者私藏，要么不知去向。

## 设计

党卫队荣誉戒指設計

荣誉戒指的象征意义體現了希姆莱对日耳曼神秘主义的痴迷，戒指上刻有髑髅头标志以及埃爾梅寧盧恩字母。戒指的设计者是奥地利神秘学者、党卫队旅队领袖卡爾·瑪麗亞·威利哥特，制造方则是慕尼黑的奥托与卡罗莉娜·加尔家庭珠宝店（Otto and Karolina Gahr Family Jewelry）。生产的戒指大致可分为两类：分別是产于1930年代以及产于1940年代。1930年代制戒指比1940年代制更薄，二者上的骷髅头设计也有所不同。戒指由90%纯度的银制成，由两半打造成完整的一环，内侧刻有获奖者姓名、颁奖日期，以及希姆莱签名摹本，还有“S Lb.”字样，是“Seinem Lieben”（他之所爱）的缩写。

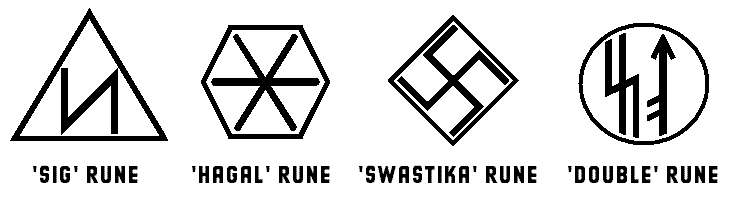
戒指上的符文

- 戒指外侧，骷髅头左右各有一个框在三角形边框里的卢恩文字符Sowilō（英语：Sowilō (rune)），這代表太阳的力量与攻无不克的能量。
- 一个是被框在六边形边框中的伪卢恩字母Hagal（英语：Hagal (Armanen rune)），象征着党的领袖们理想中的信仰与同志情谊。据日耳曼神秘主义者圭多·冯·李斯特（英语：Guido von List）表示，深奥难懂的卢恩字符Hagal的含义是“…将寰宇纳入己身，自身掌控寰宇”。
- 一枚框在方形边框里的卍字徽（位于最高点）。党卫队经常将卍字徽用作雅利安民族之力量的另一大标志。
- 圆圈环绕的戒指背面的双符文是过去的Heilszeichen （字面意思：救赎的标志）。它们是 SS 设计师的创造而不是历史符文。它们是 Willigut 的“ gibor ”符文变体加上“o”和“t”的绑定符文。绑定符文由 Wiligut 设计，拼写为德语单词“Gott”。
- 戒指后部还刻有被框在圆形边框里的双卢恩字符，该字符名为“Heilszeichen”（直译：救赎符号），意为对过往的救赎。这个字符是党卫队设计师卡爾·瑪麗亞·威利哥特的作品，而非历史上真实存在的卢恩文。[3]。

戒指上还刻有橡叶纹样。